# Tel Mond
Tel Mond (hebräisch תֵּל מוֹנְד ‚Hügel Monds‘, benannt nach Alfred Mond) ist ein israelischer Lokalverband in der Scharonebene. Er liegt östlich von Netanja und nördlich von Kfar Sava. Der Ort wurde nach dem Gründer Alfred Mond benannt.

## Statistiken

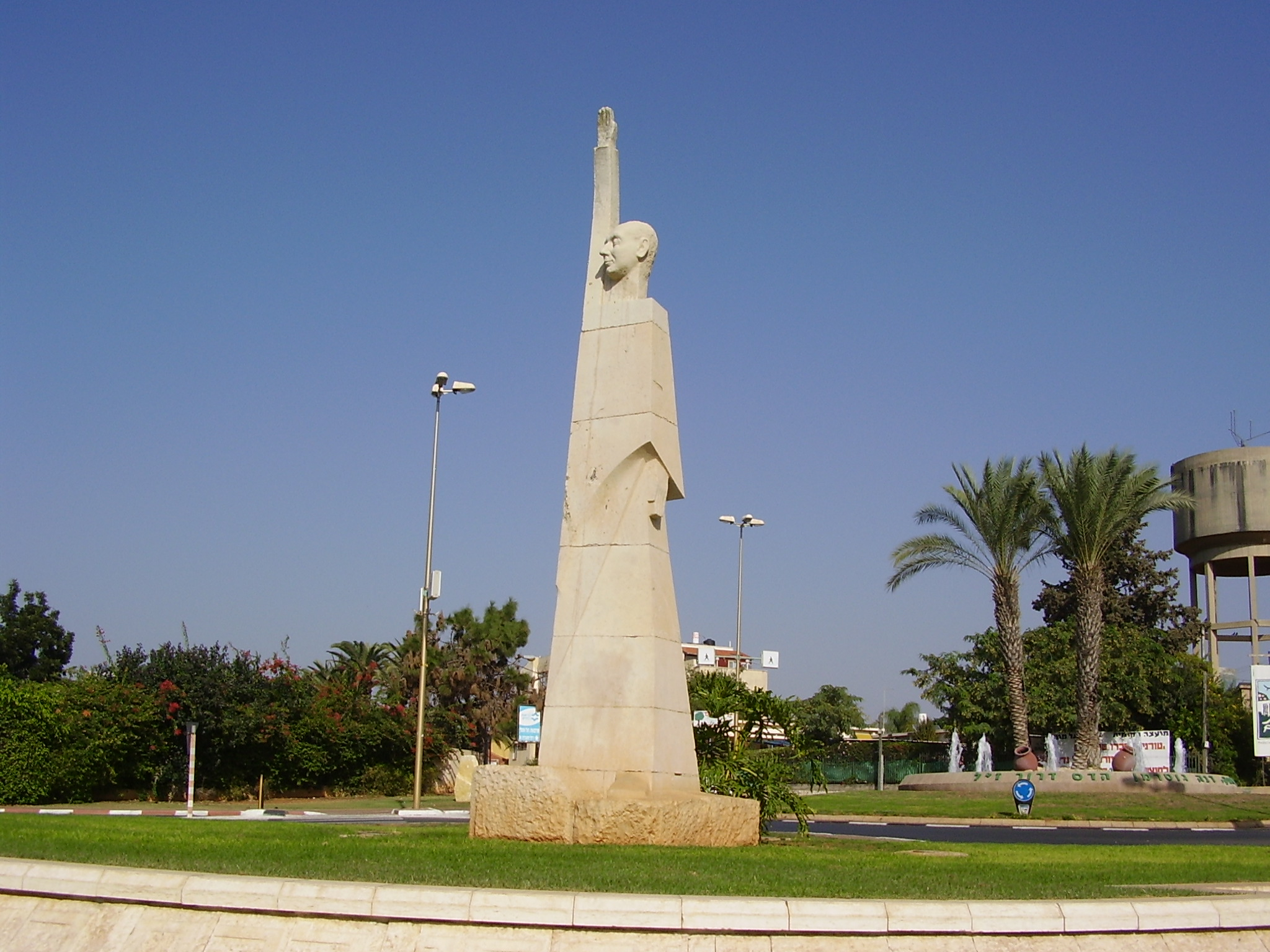
Statue Alfred Monds in Tel Mond (Israel).

Laut dem Israelischen Zentralbüro für Statistik, (Stand 2018) hatte Tel Mond 12.862 Einwohner. Die Bevölkerung wuchs mit einer jährlichen Rate von 2,6 % Das durchschnittliche Monatseinkommen lag im Jahr 2009 bei 11.915 NIS (Landesdurchschnitt: 7.070 NIS).

## Mit dem Ort verbunden
- Rebecca Sieff (1890–1966), Gründerin der Women’s International Zionist Organisation
- Dan Pattir (1931–2021), Publizist
- Bart Berman (* 1938), Pianist
- Jehoschua Sobol (* 1939), Autor
- Avraham Hirschson (1941–2022), Politiker